# Erg Amatlich

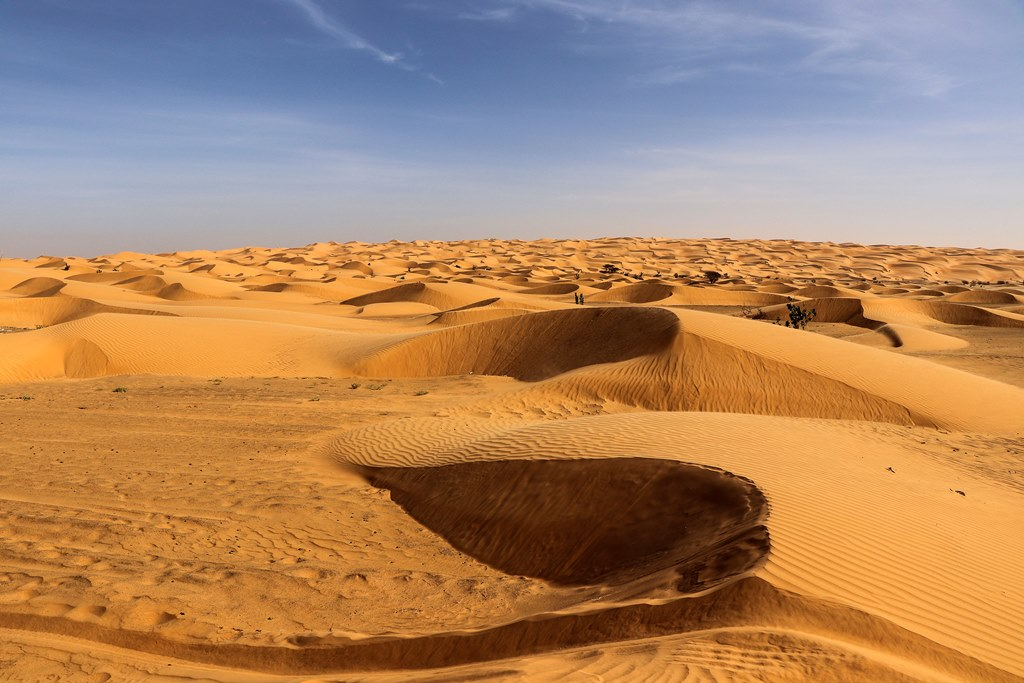

L’erg Amatlich est un vaste cordon dunaire de petites dimensions (130 km x 5 km à 8 km) coincées entre le plateau de l'Adrar en Mauritanie. L’erg, qui s’étire du NW au SE, prend sa source aux falaises du col de Tifoujar et s'étend jusqu’à la zone d’Akjoujt où il prend le nom de Dkhaïna qui continue jusqu'à l'Océan Atlantique.
L'erg Amatlich c'est également un très beau rassemblement d'une grande variété de paysages sahariens. En plus de ses belles dunes dorées, il y a des palmeraies verdoyantes comme Azoueïga sur le côté ouest de l’erg, des zones rocheuses et des cuvettes cultivables.
Les sites néolithiques sont fort nombreux, certains, ont été bien étudiés comme le site de Khatt Lemaiteg,.
Le climat:
Amatlich